# Observatório Astronômico Frei Rosário
O Observatório Astronômico Frei Rosário (OAFR), também conhecido como Observatório Astronômico da Piedade (OAP), é um observatório astronômico localizado a 65 km de Belo Horizonte, Minas Gerais no município de Caeté, inaugurado em 9 de novembro de 1972. Fica em localização privilegiada para observação de corpos celestes no topo da Serra da Piedade. É operado e mantido pelo Departamento de Física da Universidade Federal de Minas Gerais.

## Equipamentos
Os equipamentos do observatório foram produzidos pela empresa Karl Zeiss-aus Jena, e são os seguintes:[carece de fontes?]
- 1 telescópio refletor 0,6m f/12,5 Cassegrain;
- 1 telescópio newtoniano, 17", f/4.0;
- 1 telescópio refrator, tipo Coudé, com abertura de 15 cm, equipado com câmaras Solar e Astro, f/15;
- 1 fotômetro de chama; e
- 1 espectrógrafo registrador de três canais.

Além dos dois telescópios profissionais, O OAFR possui diversos telescópios amadores dos quais destacam-se 1 telescópio dobsoniano, 3 telescópios B. Riedel newtonianos, 1 telescópio Meade newtoniano, 1 telescópio Maksutov e diversos outros telescópios newtonianos e lunetas.

## Acesso
Antes o Observatório poderia ser visitado todos os primeiros sábados de cada mês. Atualmente isto já não é mais possível. Para visitar o Observatório Astronômico Frei Rosário é preciso fazer um agendamento prévio através do e-mail fornecido no site próprio. [carece de fontes?]

## Podcast
Em setembro de 2020 o grupo de astronomia da UFMG o qual o observatório é vinculado anunciou a criação de um podcast. Ele pode ser encontrado em várias plataformas, como Spotify e Google Podcasts.

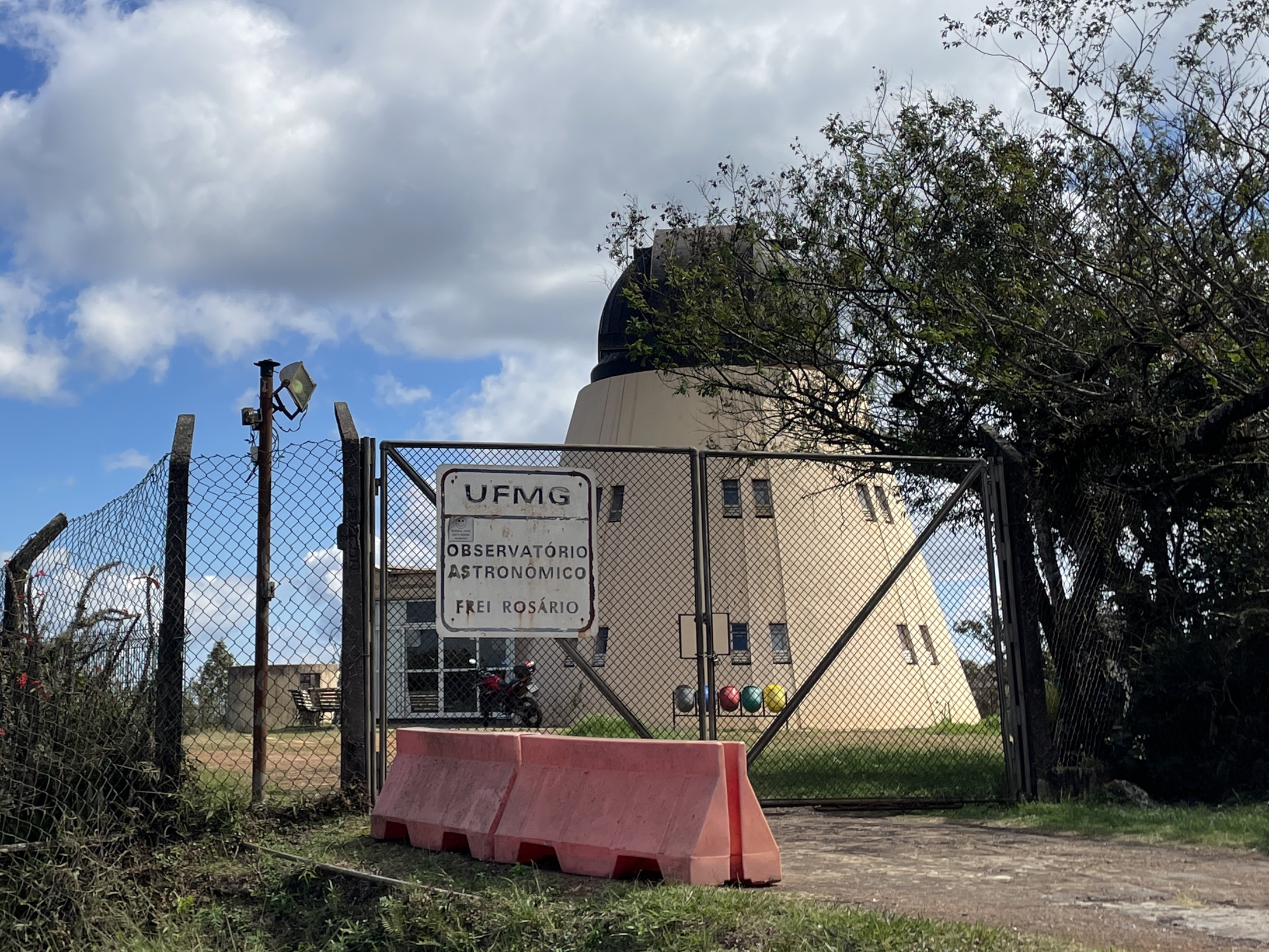
Entrada do Observatório Astronômico Frei Rosário
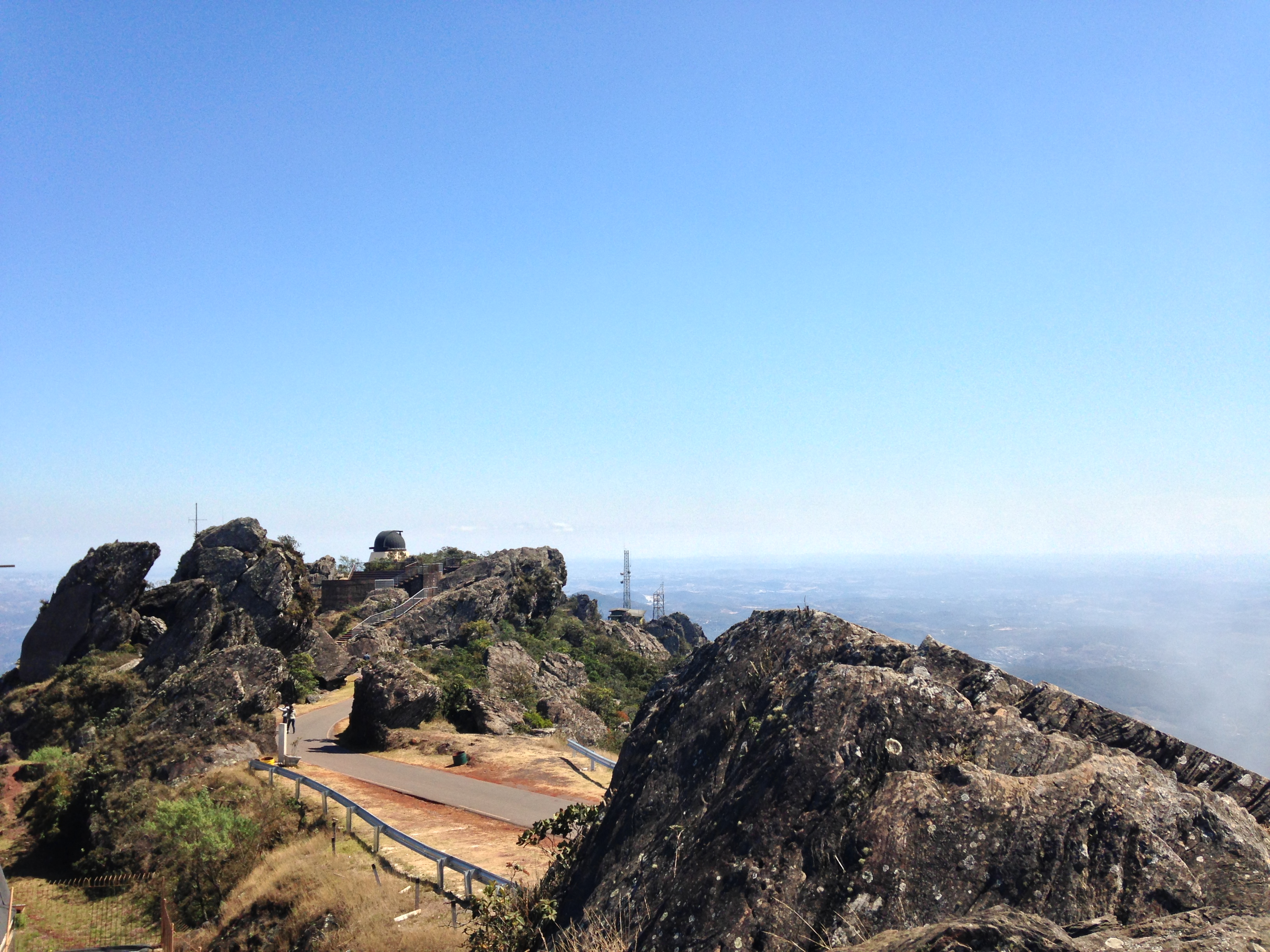
Entorno do observatório